# スカラー計算機
スカラー計算機（スカラーけいさんき）とは、単一の実行ユニットを持ち、パイプライン化のような並列動作を行わない計算機である。実行ユニットは1個1個の命令を逐次実行していく。
実行ユニットをパイプライン化し、複数の命令やデータを処理、特に1命令で複数のデータをパイプラインで次々と演算するようにしたものがベクトル計算機である。複数の実行ユニットを持ち、複数の命令を同時に並列して実行（並列計算）するようにしたものがスーパースカラー計算機である。
スカラープロセッサは、コンピュータプロセッサの一種であり、一度に1つのデータ項目のみを処理する。典型的なデータ項目として、整数または浮動小数点数がある。 

## 分類
スカラープロセッサは、フリンの分類法では単一命令・単一データ（SISD）プロセッサとして分類される。Intel486は、スカラープロセッサの一例である。 これは、単一の命令が複数のデータ項目に対して同時に動作するベクトルプロセッサ（したがって、単一命令・複数データ（SIMD）プロセッサと呼ばれる）とは対照的であり、この違いは、スカラー演算とベクトル演算の違いに似ている。
コンピュータ分野におけるスカラーという用語の使用は、ベクトルプロセッサが最初に導入された1970年代と1980年代にさかのぼる。 もともとは、新しいベクトルプロセッサと古い設計とを区別するために使用されていた。

## スーパースカラプロセッサ
一方、（Intel P5などの）スーパースカラープロセッサは、プロセッサ上の使われていない機能ユニットに複数の命令を同時にディスパッチすることにより、1クロックサイクル中に複数の命令を実行する場合がある。 各機能ユニットは、個別のCPUコアではなく、算術論理演算ユニット、ビットシフタ、乗算器など単一CPU内の実行リソースである。Cortex-M7は、今日の多くの消費者向けCPUと同様に、スーパースカラープロセッサである。